# Yirrkala misolensis
Yirrkala misolensis är en fiskart som först beskrevs av Günther 1872.  Yirrkala misolensis ingår i släktet Yirrkala och familjen Ophichthidae. Inga underarter finns listade i Catalogue of Life.